# Театр Арчимбольди
Театр Арчимбольди, итал. Teatro degli Arcimboldi — оперный и балетный театр в Милане. Расположен на расстоянии около 7 км от центра города на территории заброшенного шинного завода Pirelli в районе, известном под неформальным названием Бикокка.
Арчимбольди был построен в течение 27 месяцев в связи с временным закрытием на реставрацию знаменитого театра Ла-Скала в декабре 2001 г.
Автором проекта был Витторио Греготти в сотрудничестве с архитекторами Марио Ботта и Элизабеттой Фаббри. Здание театра вмещает двухуровневую аудиторию на 2375 мест. Театр открылся постановкой «Травиаты» Джузеппе Верди 19 января 2002 г.
После возобновления постановок в Ла-Скала театр Арчимбольди стал самостоятельным театром, но работает в сотрудничестве с Ла-Скала.